# Tótem

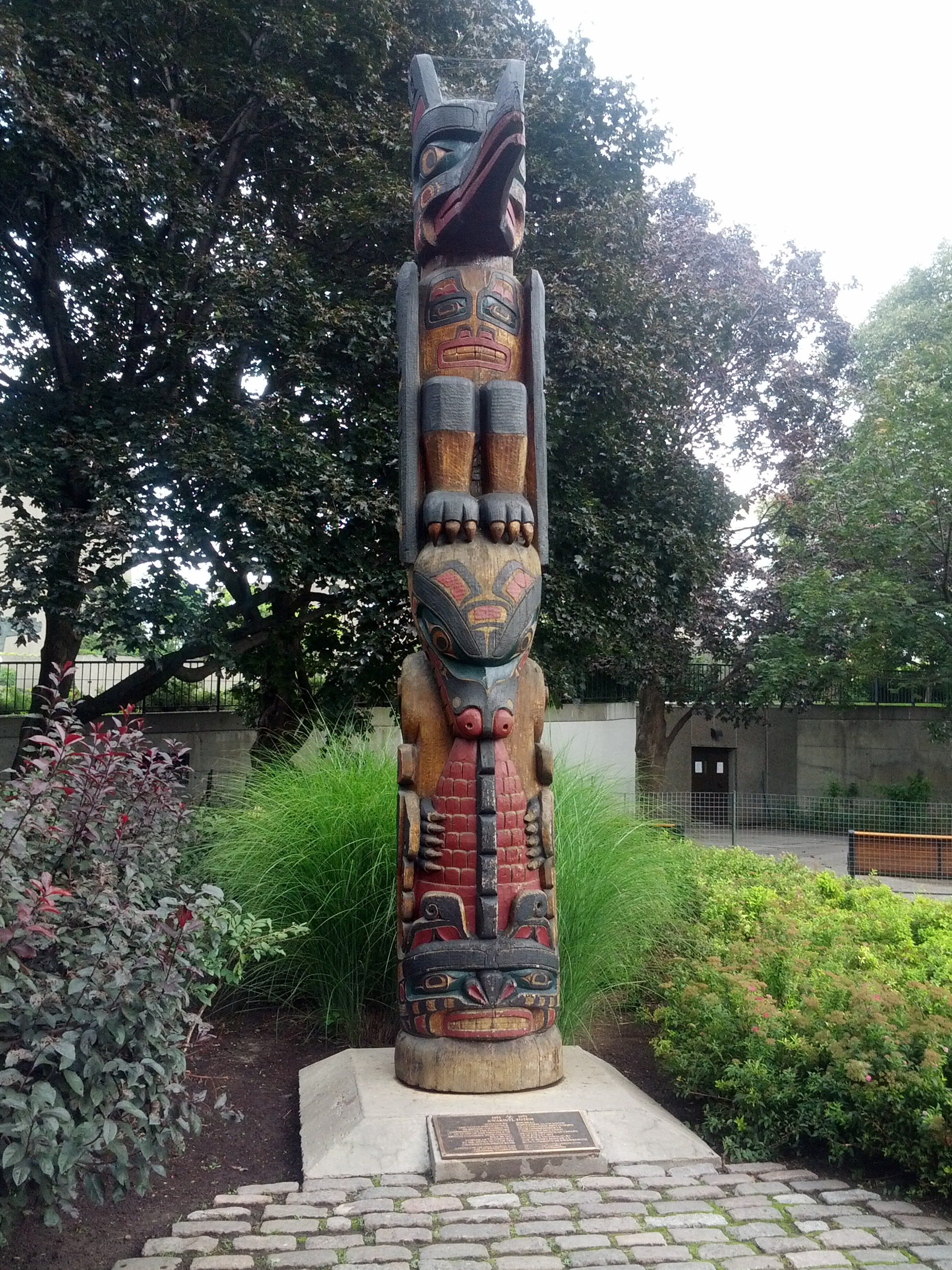
Un tótem en Ottawa, Ontario, Canadá.

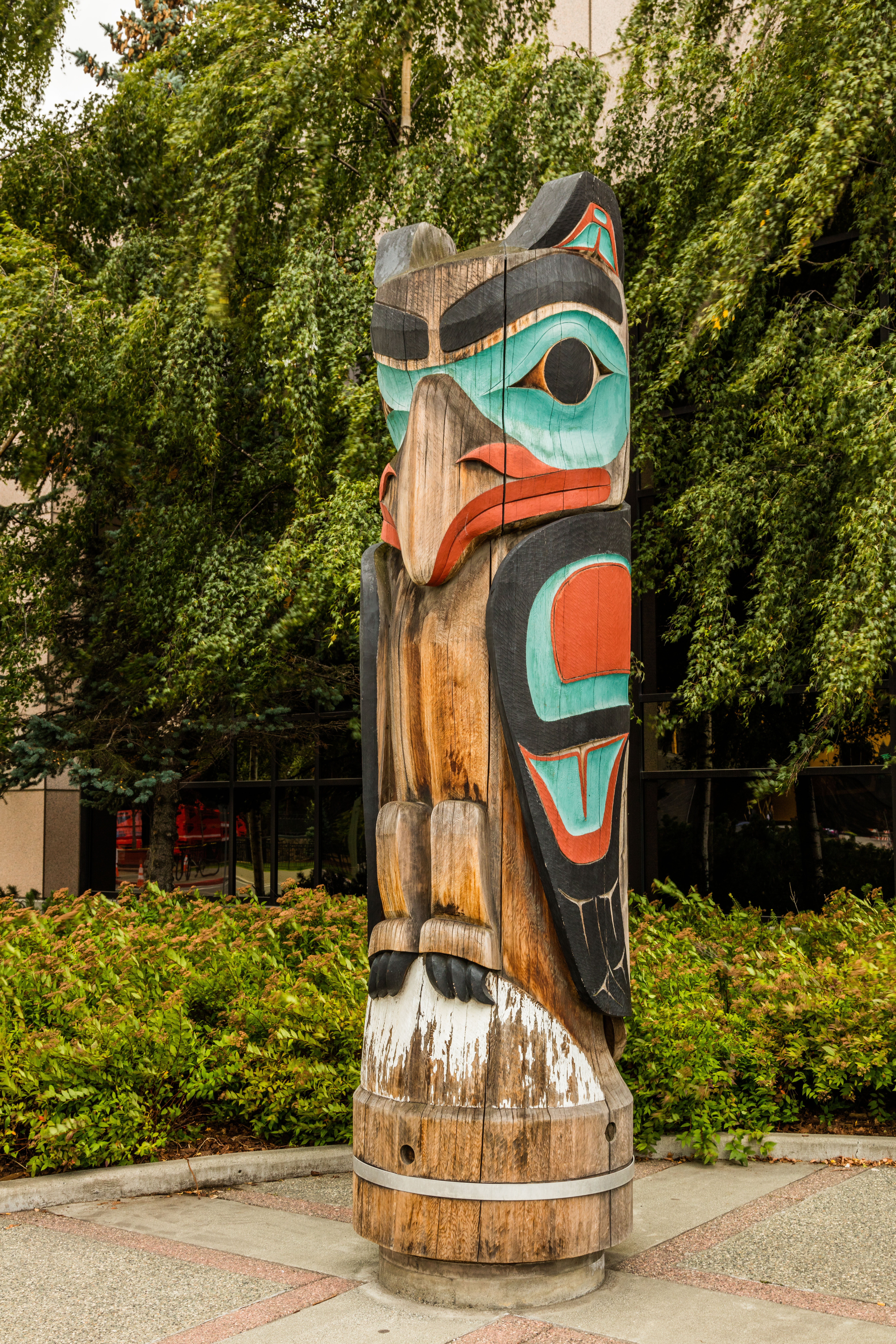
Tótem en Anchorage, Alaska.

Un tótem (que deriva de la palabra doodem del idioma ojibwe u ojibwa) es un objeto considerado sagrado, por lo general tallado en madera, o símbolo que sirve como emblema de un grupo de personas, como una familia, clan, linaje o tribu, como en el sistema de clanes Anishinaabe.
Si bien la palabra tótem en sí es una anglicización del término ojibwe, y tanto la palabra como las creencias asociadas con él son parte del idioma y la cultura ojibwe, la creencia en espíritus y deidades tutelares no se limita al pueblo ojibwe. Conceptos similares, con nombres diferentes y con variaciones en creencias y prácticas, se pueden encontrar en varias culturas en todo el mundo. El término también ha sido adoptado, y en ocasiones redefinido, por antropólogos y filósofos de diferentes culturas.
Se sabe que los movimientos contemporáneos de hombres neochamánicos, Nueva era y mitopoeicos contemporáneos que no están involucrados en la práctica de una religión tribal tradicional usan terminología "tótem" para la identificación personal con un espíritu tutelar o guía espiritual. Sin embargo, esto puede verse como una apropiación cultural indebida.

## Ojibwedoodemen
Los pueblos Anishinaabe se dividen en varios doodeman, o clanes, (singular: doodem) nombrado principalmente por tótems de animales (o doodem, como diría esta palabra una persona Ojibwe). En Anishinaabemowin, ode' significa "corazón". Doodem o clan se traduciría literalmente como 'la expresión de, o que tiene que ver con el corazón de uno', con doodem refiriéndose a la familia extensa. Según la tradición oral Anishinaabe, en la prehistoria los Anishinaabe vivían a lo largo de la costa del Océano Atlántico cuando aparecieron del mar los grandes seres Miigis. Estos seres enseñaron el estilo de vida Mide a los pueblos Waabanakiing. Seis de los siete grandes Miigis seres que quedaban para enseñar establecieron el odoodeman para los pueblos del oriente. Los cinco tótems originales de Anishinaabe eran Wawaazisii (cabeza de toro), Baswenaazhi Aan'aawenh eco, es decir, grúa), Aan'aawenh (pato pintail), Nooke (tierno, es decir, oso) y Moozwaanowe ("pequeña" cola de alce).

## Poste totémico

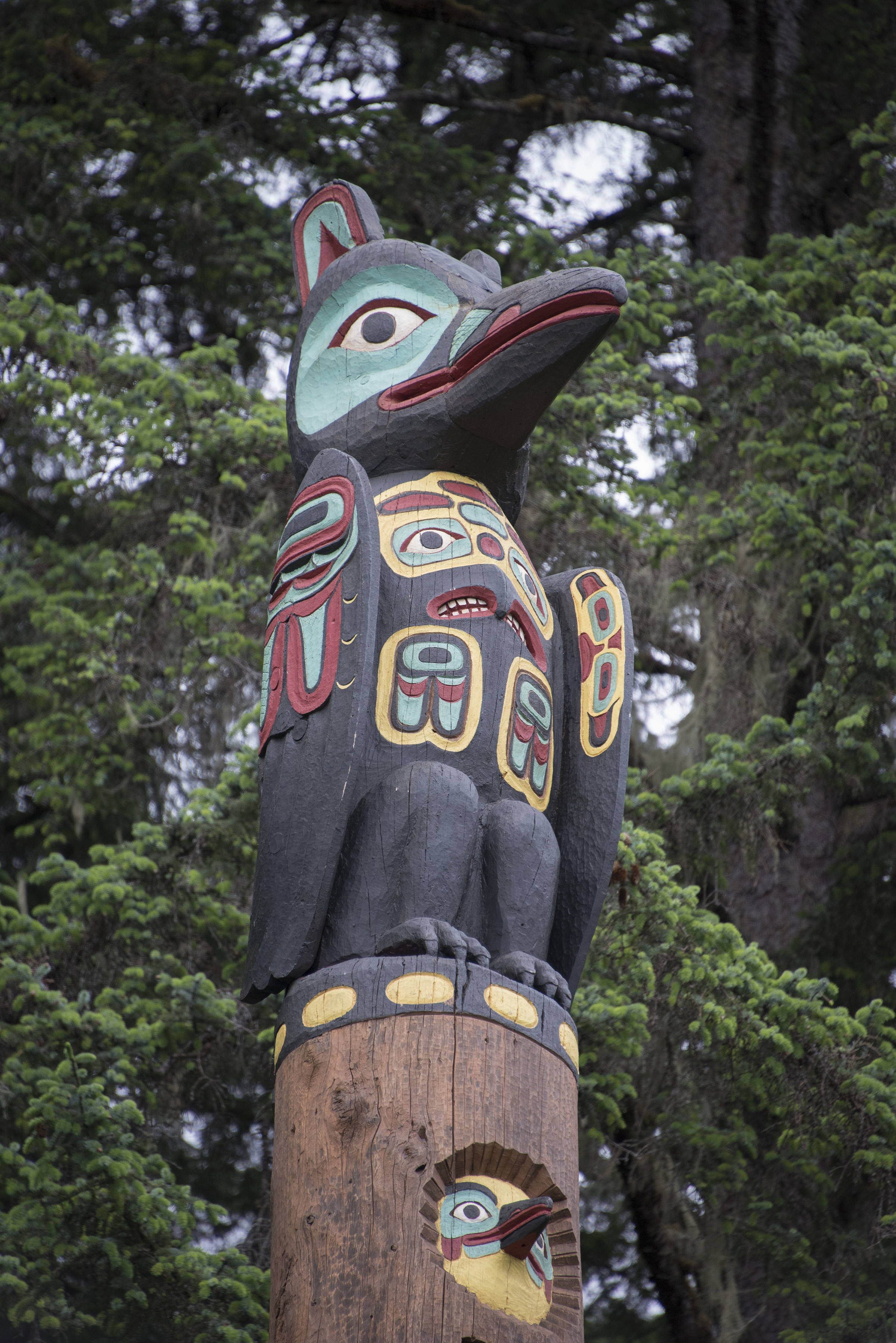
Tótem Tlingit en Juneau, Alaska.

Los tótems de los pueblos indígenas del noroeste del Pacífico de América del Norte son postes monumentales tallados con muchos diseños diferentes (osos, pájaros, ranas, personas y varios seres sobrenaturales y criaturas acuáticas). Sirven para múltiples propósitos en las comunidades que los hacen. Al igual que otras formas de heráldica, pueden funcionar como escudos de familias o jefes, contar historias que pertenecen a esas familias o jefes, o conmemorar ocasiones especiales. Se sabe que estas historias se leen desde la parte inferior del poste hasta la parte superior.

## Aborígenes australianos e isleños del Estrecho de Torres
Con frecuencia, las relaciones espirituales y mutuas entre los aborígenes australianos, los isleños del Estrecho de Torres y el mundo natural se describen como tótems. Muchos grupos indígenas se oponen al uso del término "tótem" importado de Ojibwe para describir una práctica preexistente e independiente, aunque otros usan el término. El término "token" ha reemplazado a "tótem" en algunas áreas.
En algunos casos, como el Yuin de la costa de Nueva Gales del Sur, una persona puede tener múltiples tótems de diferentes tipos (personales, familiares o de clan, género, tribales y ceremoniales). El lakinyeri o clanes de los Ngarrindjeri estaban asociados con uno o dos tótems de plantas o animales, llamados ngaitji. Totems están a veces unido a de restos relaciones (como en el caso de relaciones Wangarr para el Yolngu).
Los isleños del Estrecho de Torres tienen auguds, normalmente traducidos como tótems. Un augud podría ser un kai augud ("tótem principal") o mugina augud ("pequeño tótem").
Los primeros antropólogos a veces atribuían el totemismo de los aborígenes y los isleños del Estrecho de Torres a la ignorancia sobre la procreación, con la entrada de un individuo espiritual ancestral (el "tótem") en la mujer que se cree que es la causa del embarazo (en lugar de la inseminación). James George Frazer en Totemism and Exogamy escribió que los aborígenes "no tienen idea de que la procreación esté directamente asociada con las relaciones sexuales, y creen firmemente que los niños pueden nacer sin que esto suceda". La tesis de Frazer ha sido criticada por otros antropólogos, incluido Alfred Radcliffe-Brown en 1938 Nature.

## Perspectivas antropológicas

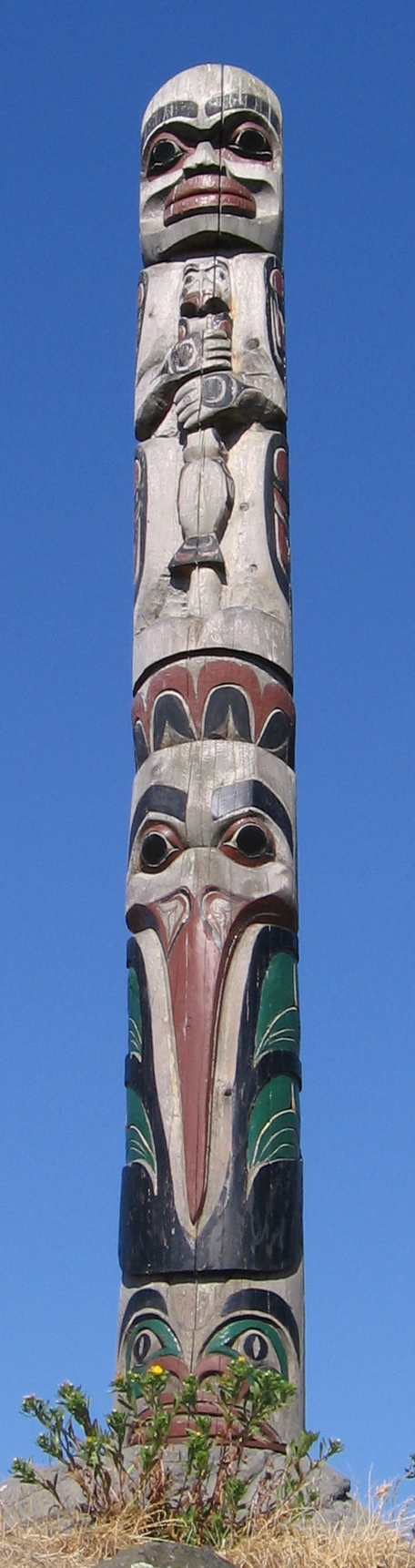
Un tótem en Thunderbird Park, Victoria, Columbia Británica

Los primeros antropólogos y etnólogos como James George Frazer, Alfred Cort Haddon, John Ferguson McLennan y William Rivers identificaron el totemismo como una práctica compartida entre los grupos indígenas en partes no conectadas del mundo, que típicamente refleja una etapa del desarrollo humano.
El etnólogo escocés John Ferguson McLennan, siguiendo la moda de la investigación del siglo XIX, abordó el totemismo desde una perspectiva amplia en su estudio The Worship of Animals and Plants (1869, 1870). McLennan no buscó explicar el origen específico del fenómeno totémico, sino que buscó indicar que toda la raza humana había pasado, en la antigüedad, por una etapa totémica.
Otro erudito escocés, Andrew Lang, a principios del siglo XX, defendió una explicación nominalista del totemismo, a saber, que los grupos o clanes locales, al seleccionar un nombre totémico del reino de la naturaleza, reaccionaban a la necesidad de diferenciarse. Si se olvidó el origen del nombre, argumentó Lang, siguió una relación mística entre el objeto, del cual se derivó el nombre, y los grupos que llevaban esos nombres. A través de los mitos de la naturaleza, los animales y los objetos naturales fueron considerados como parientes, mecenas o ancestros de las respectivas unidades sociales.
El antropólogo británico Sir James George Frazer publicó Totemism and Exogamy en 1910, un trabajo de cuatro volúmenes basado en gran parte en su investigación entre indígenas australianos y melanesios, junto con una compilación del trabajo de otros escritores en el campo.
En 1910, la idea de que el totemismo tiene propiedades comunes entre culturas estaba siendo cuestionada, y el etnólogo ruso estadounidense Alexander Goldenweiser sometió los fenómenos totémicos a duras críticas. Goldenweiser comparó a los australianos indígenas y las Primeras Naciones de la Columbia Británica para mostrar que las cualidades supuestamente compartidas del totemismo —exogamia, denominación, descendencia del tótem, tabú, ceremonia, reencarnación, espíritus guardianes y sociedades secretas y arte— se expresaron en realidad de manera muy diferente entre Australia y Columbia Británica, y entre diferentes pueblos de Australia y entre diferentes pueblos de Columbia Británica. Luego amplía su análisis a otros grupos para mostrar que comparten algunas de las costumbres asociadas con el totemismo, sin tener tótems. Concluye ofreciendo dos definiciones generales de totemismo, una de las cuales es: "El totemismo es la tendencia de determinadas unidades sociales a asociarse con objetos y símbolos de valor emocional".
El fundador de una escuela francesa de sociología, Émile Durkheim, examinó el totemismo desde un punto de vista sociológico y teológico, intentando descubrir una religión pura en formas muy antiguas y afirmó ver el origen de la religión en el totemismo.
El principal representante de la antropología social británica, AR Radcliffe-Brown, adoptó una visión totalmente diferente del totemismo. Como Franz Boas, era escéptico de que el totemismo pudiera describirse de manera unificada. En esto se opuso al otro pionero de la antropología social en Inglaterra, Bronisław Malinowski, que quiso confirmar de alguna manera la unidad del totemismo y abordó el tema más desde un punto de vista biológico y psicológico que desde un punto de vista etnológico. Según Malinowski, el totemismo no era un fenómeno cultural, sino el resultado de intentar satisfacer las necesidades humanas básicas dentro del mundo natural. En lo que respecta a Radcliffe-Brown, el totemismo estaba compuesto por elementos que fueron tomados de diferentes áreas e instituciones, y lo que tienen en común es una tendencia general a caracterizar segmentos de la comunidad a través de una conexión con una porción de la naturaleza. En oposición a la teoría de la sacralización de Durkheim, Radcliffe-Brown adoptó el punto de vista de que la naturaleza se introduce en el orden social en lugar de ser secundaria a él. Al principio, compartió con Malinowski la opinión de que un animal se vuelve totémico cuando es "bueno para comer". Más tarde llegó a oponerse a la utilidad de este punto de vista, ya que muchos tótems, como los cocodrilos y las moscas, son peligrosos y desagradables.
En 1938, el antropólogo funcionalista estructural AP Elkin escribió Los aborígenes australianos: cómo entenderlos. Sus tipologías de totemismo incluían ocho "formas" y seis "funciones".
Los formularios identificados fueron:
- individuo (un tótem personal),
- sexo (un tótem para cada género),
- mitad (la "tribu" consta de dos grupos, cada uno con un tótem),
- sección (la "tribu" consta de cuatro grupos, cada uno con un tótem),
- subsección (la "tribu" consta de ocho grupos, cada uno con un tótem),
- clan (un grupo con ascendencia común que comparte un tótem o tótems),
- local (las personas que viven o nacieron en un área en particular comparten un tótem) y
- "múltiple" (las personas de todos los grupos comparten un tótem).

Las funciones identificadas fueron:
- social (los tótems regulan el matrimonio y, a menudo, una persona no puede comer la carne de su tótem),
- culto (tótems asociados con una organización secreta),
- concepción (múltiples significados),
- sueño (la persona aparece como este tótem en los sueños de otros),
- clasificatorio (el tótem clasifica a las personas) y
- asistente (el tótem ayuda a un sanador o persona inteligente).

Los términos en las tipologías de Elkin tienen algún uso hoy en día, pero las costumbres aborígenes se consideran más diversas de lo que sugieren sus tipologías.
Como principal representante del estructuralismo moderno, el etnólogo francés Claude Lévi-Strauss y su Le Totémisme aujourd'hui ("Totemism Today" [1958]) se citan a menudo en el campo.
En el siglo XXI, los antropólogos australianos cuestionan hasta qué punto el "totemismo" se puede generalizar incluso en diferentes pueblos aborígenes australianos, y mucho menos en otras culturas como la Ojibwe, de la que se derivó originalmente el término. Rose, James y Watson escriben eso:

El término "tótem" ha demostrado ser un instrumento contundente. Se requiere mucha más sutileza y, nuevamente, hay variaciones regionales sobre este tema.

## Literatura
Los poetas, y en menor medida los escritores de ficción, a menudo utilizan conceptos antropológicos, incluida la comprensión antropológica del totemismo. Por eso, la crítica literaria recurre a menudo a análisis psicoanalíticos y antropológicos.